# 卡普蒂拉
卡普蒂拉是巴西米纳斯吉拉斯州的一个市镇。总面积188.112平方公里，总人口8855人，人口密度47.1人/平方公里。